# Seychellenreuzenschildpad
De seychellenreuzenschildpad (Aldabrachelys gigantea) is een schildpad uit de familie landschildpadden (Testudinidae).

## Naam en indeling
De wetenschappelijke naam van de soort werd voor het eerst voorgesteld door August Friedrich Schweigger in 1812. Oorspronkelijk werd de wetenschappelijke naam Testudo gigantea gebruikt. Oudere wetenschappelijke benamingen zijn Testudo elephantina, Geochelone gigantea, Dipsochelys elephantina en meest recentelijk Dipsochelys dussumieri. De soort wordt ook wel aldabra-reuzenschildpad genoemd. Het is tegenwoordig de enige soort uit het monotypische geslacht Aldabrachelys.

## Uiterlijke kenmerken
Jongere dieren hebben duidelijke groeiringen op de schildplaten die bij oudere exemplaren echter verdwijnen. Het rugschild krijgt dan een glad oppervlak en de schildkleur van de volwassen schildpadden is bronsachtig.
Het schild is duidelijk koepelvormig en komt bij de flanken tot op de grond, maar aan de voorzijde en bij de achterpoten is het schild korter. De rugplaten zijn enigszins stervormig, bij heel oude dieren worden het vormloze bulten op het schild. Deze soort kan op de poten staan, waardoor 'volwaardig' gelopen kan worden, in tegenstelling tot de meeste andere reptielen die zich met de buik op de grond voortslepen. Het rugschild kan een lengte bereiken van ongeveer 120 centimeter, het lichaamsgewicht kan meer dan 300 kilo bedragen.
Aan weerszijden van het schild zijn elf marginaalschilden aanwezig. Het supracaudaal schild is meestal ongepaard. De kleur van de huid aan de poten, kop en staart is grijs. De kop heeft een afgeronde vorm en een uit-stekende snuit. Aan de bovenzijde van de kop zijn twee vergrote, helm-achtige schubben aanwezig. Het buikschild is geheel grijs van kleur. De plastronformule is als volgt: abd > hum > fem > pect ><  intergul ><  an.
Mannetjes zijn van vrouwtjes te onderscheiden door een langere en dikkere staart en de oudere mannetjes hebben een iets holler buikschild. 

## Verspreiding en habitat
De soort komt voor op verschillende eilanden in de Indische Oceaan en leeft hoofdzakelijk op de Aldabra-atol. Daarnaast zijn populaties te vinden in de Seychellen en de Amiranten. Op sommige eilanden, zoals Frégate en Curieuse, zijn de dieren bewust uitgezet om de soort oor uitsterven te behoeden. De seychellenreuzenschildpad leeft in droge streken zoals open plekken in het bos, graslanden, scrubland en drogere delen van moerassen. Het landschap moet wel bomen en zoet- of brakwaterpoelen bevatten zodat de dieren voldoende kunnen afkoelen op het heetst van de dag. In delen van het foerageergebied heeft de vegetatie een een dwergvorm aangenomen als gevolg van het vele grazen van de schildpadden.

## Levenswijze

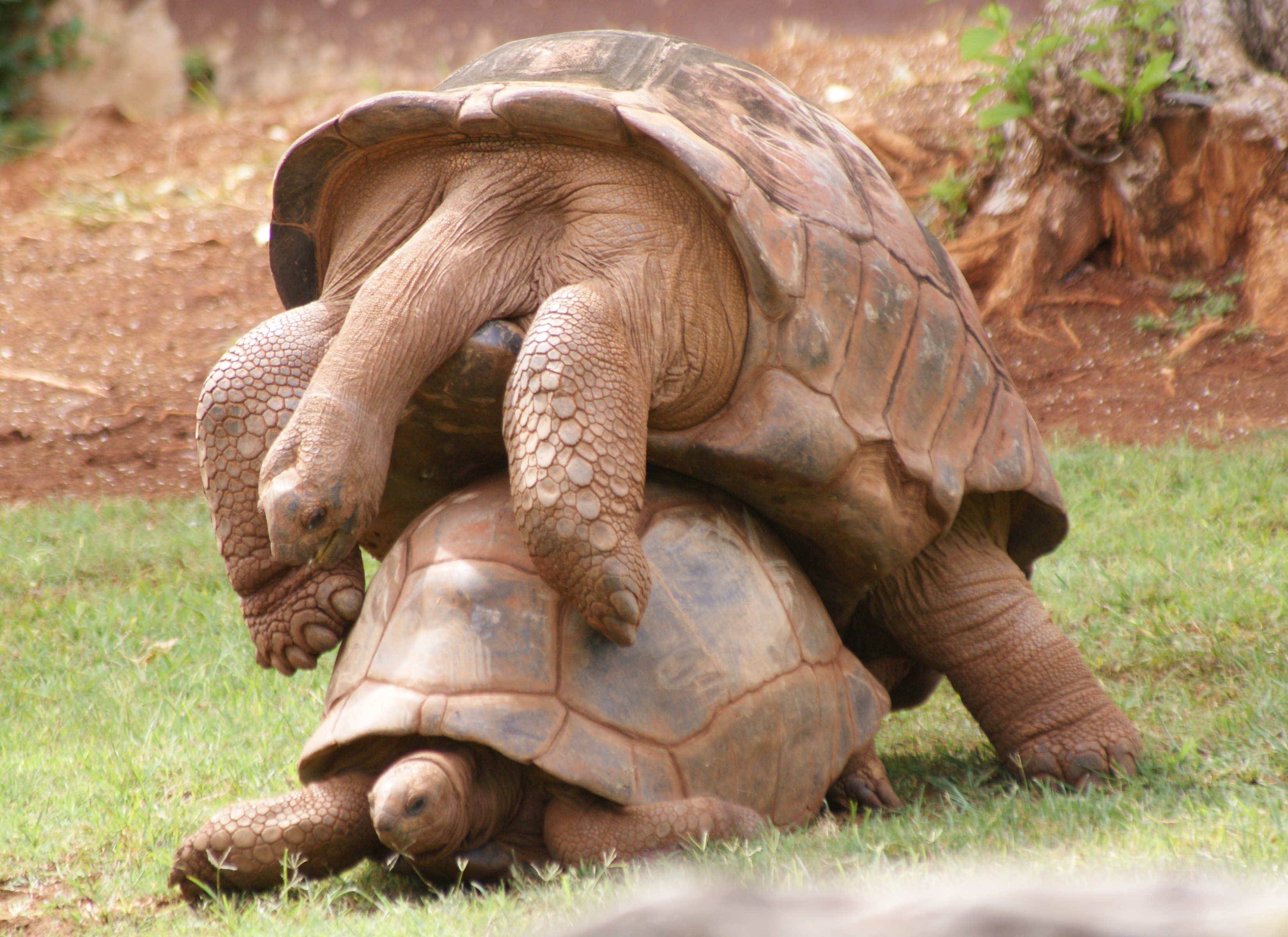
Paring van twee exemplaren in de Honolulu Zoo.

Op het menu staan plantendelen zoals grassen, zeggen, kruiden en zaden, ook houtige delen van planten worden gegeten. Daarnaast wordt ook ontlasting en aas gegeten, zoals dode landkrabben. De schildpad is in staat om door de neusgaten te drinken, waaraan ook de verouderde wetenschappelijke naam Dipsochelys (drinkende schildpad) aan te danken is. 
De mannetjes vertonen baltsgedrag voorafgaand aan de paring. De eieren worden tussen juni en september afgezet in een nest. De eieren wegen ongeveer tachtig gram en zijn met een diameter van 48 tot 51 millimeter ongeveer zo groot als een tennisbal. De eieren hebben een ronde vorm en een broze schaal. Het nest wordt na zonsondergang gegraven om oververhitting van het vrouwtje te voorkomen. Na ongeveer drie tot vijf maanden komen de eieren uit, afhankelijk van de omgevingstemperatuur. De jonge dieren hebben een plat schild en een zwarte lichaamskleur. 
De schildpad kan een leeftijd bereiken van meer dan 200 jaar. Het oudste exemplaar ooit was Adwaitya, dit dier bereikte een leeftijd van 255 jaar oud. Adwaitya overleed in 2006.

## Ondersoorten
Er worden vier ondersoorten erkend, waarvan er die verschillen in het uiterlijk en het verspreidingsgebied.
| Naam                             | Auteur                        | Verspreidingsgebied |
| -------------------------------- | ----------------------------- | --- |
| Aldabrachelys gigantea arnoldi   | Bour, 1982                    | Vernoemd naar de Britse herpetoloog Edwin Nicholas Arnold. Werd sinds 1840 beschouwd als uitgestorven maar werd recentelijk herontdekt. |
| †Aldabrachelys gigantea daudinii | A.M.C. Duméril & Bibron, 1835 | Uitgestorven sinds 1850 |
| Aldabrachelys gigantea gigantea  | Schweigger, 1812              | De nominale ondersoort en tot voor kort de enige bekende ondersoort.                                                                    |
| Aldabrachelys gigantea hololissa | Günther, 1877                 | Werd al sinds 1840 beschouwd als uitgestorven, maar werd later herontdekt op de Seychellen.                                             |

## Beschermingsstatus
Deze reuzenschildpad is een van de weinige soorten die niet op de rand van uitroeiing staat; in het wild leven nog duizenden exemplaren. In vroeger tijden kwam de soort ook voor op Madagaskar en enkele omliggende eilanden zoals Mauritius, maar is hier al voor de komst van de mens uitgestorven. De populaties op de Seychellen werden later door zeelieden gedecimeerd tot het leefgebied werd beschermd.
Het natuurlijke verspreidingsgebied beperkt zich tot het Aldabra-atol, maar deze schildpad is op andere eilanden uitgezet. Door de internationale natuurbeschermingsorganisatie IUCN is de beschermingsstatus 'kwetsbaar' toegewezen (Vulnerable of VU).